# Picrasma
Picrasma – rodzaj roślin z rodziny biegunecznikowatych (Simarubaceae). Obejmuje 11 gatunków. Występują one w lasach strefy międzyzwrotnikowej na kontynentach amerykańskich od Meksyku i Kuby (na tej wyspie rosną trzy gatunki) po północną Argentynę oraz w południowo-wschodniej Azji (od Himalajów po Japonię i Nową Gwineę).
Picrasma quassioides uprawiana jest jako drzewo ozdobne. Z Picrasma excelsa sporządza się tradycyjny insektycyd (quassia chips).

## Morfologia
PokrójKrzewy i drzewa osiągające do 12 m. Młode pędy nagie, z gąbczastym rdzeniem.
LiścieSezonowe, skrętoległe, złożone nieparzystopierzasto z 9–15 listków. Liski osadzone są na osi naprzeciwlegle, są całobrzegie lub piłkowane. Przy rozszerzonych nasadach ogonków  znajdują się odpadające lub trwałe przylistki, co jest wyjątkowe w rodzinie.
KwiatyDrobne, jedno- i obupłciowe, zebrane w luźne, silnie rozgałęzione kwiatostany wiechowate wyrastające w kątach liści. Przysadki są drobne i zwykle odpadające. Szypułka w dolnej części jest członowana. Kielich jest trwały, składający się z czterech lub pięciu działek, w dole zrośniętych. Korona także z czterema lub pięcioma płatkami, o końcach zaostrzonych i zagiętych do wnętrza kwiatu. Płatki w kwiatach żeńskich są trwałe. Pręciki są 4 lub jest ich 5, wyrastają z rozrośniętego dysku miodnikowego, całobrzegiego lub podzielonego na 4–5 łatek. Zalążnia z 2–5 wolnych owocolistków. W każdej komorze zalążni rozwija się pojedynczy zalążek.
OwoceZ każdego kwiatu powstają 1–3 mięsiste lub skórzaste pestkowce z pojedynczym nasionem.

## Systematyka
Wykaz gatunków
- Picrasma chinensis P.Y.Chen
- Picrasma crenata (Vell.) Engl.
- Picrasma cubensis Radlk. & Urb.
- Picrasma excelsa (Sw.) Planch.
- Picrasma javanica Blume
- Picrasma longistaminea W.Palacios
- Picrasma mexicana Brandegee
- Picrasma pauciflora A.Noa & P.A.González
- Picrasma quassioides (D.Don) Benn.
- Picrasma selleana Urb.
- Picrasma tetramera (Urb.) W.W.Thomas, J.D.Mitch. & A.Noa